# 三島神社 (八幡浜市)
三島神社（みしまじんじゃ）は、愛媛県八幡浜市保内町にある三島・大山祇信仰の神社。保内郷の総鎮守として崇敬される。
別名、船跡森三島神社と呼ばれ、1856年に宇和島藩主伊達宗紀に寄進された鳥居の扁額も「船跡森」と書かれている。

## 概要
創建は774年。大三島の大山祇神社から勧請された。勧請された当時、この辺りまで入り江が入り込んでおり、社地とした川中島が船形であったことから、他の三島神社と区別して船跡森三島神社と呼ばれるようになった。現在でも社地は船形である。
1873年郷社に、1933年には県社となった。
保内郷の総鎮守とされ、往時は摂杜9杜、末杜75杜を付属という。境内にはカワウソの鴟尾や力石がある。
秋の神幸祭では、「御船」「四ッ太鼓」「唐獅子」「牛鬼」「五ッ鹿踊り」など、南予地方の練りが勢揃いする。

## 祭神
- 大山祇命

配神
- 大雷公命
- 高龗命

境内社
- 宮中神杜（伊邪那岐命）
- 住吉神杜（三筒之男命）
- 多賀神杜（伊邪那岐命）
- 穴婆神杜（神直日神他二柱）
- 生目八幡神杜（平景清霊神）
- 大神神杜（大名持命他一柱）
- 倉稲魂神杜（大宜部比売命）
- 金刀比羅神杜（大物主命他四柱）
- 木蔭神杜（神守霊神）

## 文化財
- 懸仏1面（愛媛県指定文化財）
- 木造御神像 5躯（愛媛県指定文化財）
- 木造御神像 2躯（八幡浜市指定文化財）[4]